# Michael Nielsen (fodboldspiller)
 For alternative betydninger, se Michael Nielsen. (Se også artikler, som begynder med Michael Nielsen)
Michael Nielsen (født 30. juli 1985) er en dansk fodboldspiller, der spiller for Jammerbugt FC. Han kan bruges både på kanten og i angrebet.